# Camera dei deputati (Haiti)
La Camera dei deputati (in creolo haitiano: Chanm Depite; in francese: Chambre des Députés) è la camera bassa dell'Assemblea nazionale di Haiti, mentre la camera alta è il Senato.
Essa è composta da 119 membri eletti con maggioranza assoluta per un mandato di tre anni.
Dal momento che dal 13 gennaio 2020, essendo scaduto il mandato dell'intera Camera dei deputati e di due terzi dei senatori e la mancata programmazione di elezioni generali, il Parlamento non funziona più. 